# Dae Jang Geum
Dae Jang Geum, ook wel bekend als The Great Jang Geum of Jewel In The Palace is de naam van een Koreaanse soap serie uit 2003, geproduceerd door de Zuid-Koreaanse omroep MBC.
De plot is gebaseerd op het leven van een historische figuur wiens leven beschreven wordt in de Annalen van de Joseon Dynastie. De serie vertelt het leven van Jang Geum, de eerste vrouwelijke dokter aan het hof van Joseon in Korea. Dit speelde zich af tijdens het bewind van koning Jungjong van Joseon.

## Hoofdrolspelers
- Lee Young-ae (이영애 (李英愛)) als Seo Jang-geum (서장금 (徐長今))

## Populariteit
Dae Jang Geum werd uitgezonden op de Zuid-Koreaanse televisie van 15 september 2003 tot 23 maart 2004 door MBC. Het was het top programma van die tijd met een gemiddelde kijkdichtheid van 47% en als hoogtepunt zelfs een kijkdichheid van 58%. Het is de hoogst gewaardeerde soap uit de Zuid-Koreaanse geschiedenis.
De soap genoot ook een hoge mate van populariteit in andere Aziatische landen en werd ook vertoond via de Australische, Amerikaanse en Canadese televisiestations

## Spin off
In 2006 verscheen de tekenfilmserie Jang Geum's Dream (hangul:장금이의 꿈, Jang Geums Droom) waarin het verhaal verteld wordt van het leven van de jonge Jang Geum in het paleis. De eerste serie bestond uit 52 episodes, in 2007 werd gestart met de productie van een tweede serie.